# İstanbul Kırmızısı
İstanbul Kırmızısı (italià: Rosso Istanbul) és una pel·lícula dramàtica del 2017 dirigida per Ferzan Özpetek, basat en la novel·la escrita per Özpetek, publicada el 2013. La pel·lícula es va rodar en llengua turca amb un repartiment compost íntegrament per actors turcs, 16 anys després del seu segon treball Harem Suare, el director Özpetek va tornar a rodar una pel·lícula a Istanbul. La primera promoció internacional de la pel·lícula es va celebrar a la Festa del Cinema di Roma.

## Argument
Deniz Soysal, un director turc de renom internacional, encarrega els esborranys del llibre que està a punt de completar a un conciutadà seu que s'ha traslladat a Londres, perquè actuï com a comissari editorial. Orhan Sahin, aquest és el seu nom, torna després de vint anys d'absència voluntària a Istanbul, la ciutat que havia deixat enterrant records i ambicions, però Orhan no arribarà mai a l'hotel que havia reservat: Deniz ha decidit acollir-lo a la seva vila amb vistes a la riba asiàtica del Bòsfor, on viu amb la seva mare, un germà i uns criats. Orhan intenta pactar un horari de treball amb Deniz, però aquest té ganes de fer-li conèixer personalment els personatges que ha descrit, de manera més o menys ficcionada, en el llibre que està preparant. D'un en un, apareix a la pantalla l'anciana però fascinant mare del director, la bella i misteriosa Neval, que sempre ha estat la seva millor amiga, un dels seus vells amants que organitza una recepció en un gratacels amb una vista impressionant de la ciutat. un germà pintor fracassat.
Amb la complicitat d'una ampolla de vodka, un vespre Deniz i Orhan es troben fora de la vila xerrant, intercanviant records i confidències, emocions i punts de vista, però Orhan, que ja no està acostumat a l'alcohol, aviat s'adormeix i es desperta. l'endemà al matí sol. A l'esmorzar troba els personatges que ha conegut, només falta Deniz que sembla haver desaparegut sense deixar cap avís. Arran de la desaparició de Deniz, Orhan es veu implicat progressivament però inexorablement en la vida del director, i els protagonistes del llibre inacabat entren amb força a la seva vida; gairebé atrapat en la vida de l'altre, Orhan acaba redescobrint sentiments que pensava que estaven morts per sempre. La pel·lícula presenta una narració lenta en un ambient enrarit i quasi oníric, tot i que també hi ha escenes de gran tensió emocional.

## Repartiment
- Halit Ergenç: Orhan Şahin
- Tuba Büyüküstün: Neval
- Mehmet Günsür: Yusuf
- Nejat İşler: Deniz Soysal
- Serra Yılmaz: Sibel
- Zerrin Tekindor: Aylin
- Ayten Gökçer: Betül
- İpek Bilgin: Güzin
- Çiğdem Selışık Onat: Süreyya
- Reha Özcan: Ali

## Producció
S'esperava que el rodatge comencés el setembre de 2015, però després de diversos retards, a causa de la delicada situació social/política de la ciutat turca, el rodatge va començar oficialment el 12 d'abril de 2016, durant un total de set setmanes. Les seqüències han tingut lloc íntegrament a Istanbul, però en algunes zones, per motius de seguretat, no s'ha pogut rodar. La pel·lícula va costar 5,5 milions d'euros.

## Distribució
La pel·lícula s'ha estrenat en italià a Itàlia el 2 de març de 2017, mentre que a Turquia es va estrenar el 3 de març. Va ser distribuït per 01 Distribució a Itàlia i per Mars Dağıtım a Turquia.

## Reconeixements
- 2017 - Ciak d'oro
  - Nominació al Migliore colonna sonora a Giuliano Taviani i Carmelo Travia
- 2017 - Nastro d'argento
  - Nominació al Millor director a Ferzan Ozpetek
  - Nominació al Millor banda sonora a Giuliano Taviani i Carmelo Travia
  - Nominació al Millor fotografia a Gian Filippo Corticelli